# باشگاه فوتبال باستیا
باشگاه ورزشی باستیا (انگلیسی: SC Bastia) یک باشگاه فوتبال فرانسوی می‌باشد که در باستیا و در جزیره کرس قرار دارد. این تیم هم‌اکنون در لیگ ۲ حضور دارد.
این باشگاه در سال ۱۹۰۵ میلادی بنیان‌گذاری شده‌است.
باستیا دو قهرمانی در لیگ ۲، یک قهرمانی در جام حذفی فوتبال فرانسه و یک قهرمانی در سوپر جام فوتبال فرانسه کسب کرده‌است.

## بازیکنان برجسته
- انتر یحیی
- روژه میلا
- الکساندر سانگ
- مایکل اسین
- جانی رپ
- پیوتر شویرسزوسکی
- میلوش کراسیچ
- شوقی بن سعاده
- جیبریل سیسه

## مربیان پیشین
- آندره استراپه
- ادموند دلفور
- ژان وینسنت
- هنریک کاسپرچاک
- برنارد کاسونی
- کلود ماکلله